# 黃銅礦
黃銅礦（英語：Chalcopyrite）是一種銅鐵硫化物礦物，是最丰富的铜矿石矿产。它的化學式为CuFeS2，以四方晶系结晶。它呈黄銅色至金黄色，莫氏硬度为3.5到4。它的條痕爲微帶綠的黑色。
暴露在空气中时，黄铜矿会失去光泽，形成各种氧化物、氢氧化物和硫酸盐。伴生铜矿物有硫化物斑铜矿（Cu5FeS4）、辉铜矿(Cu2S)、靛铜矿(CuS)、蓝辉铜矿（Cu9S5）；碳酸盐如孔雀石和蓝铜矿，少见氧化物如赤铜矿（Cu2O）。很少发现与自然铜有关。黄铜矿是电的良好导体。

## 鉴别
黄铜矿经常与黄铁矿和金混淆，因为这三种矿物都具有淡黄色和金属光泽。有助于区分这些矿物的一些重要矿物特征是硬度和条痕。黄铜矿比黄铁矿软得多，可以用刀留下划痕，而黄铁矿不能用刀留下划痕。但是，黄铜矿比金硬，如果是纯金则可以被铜留下划痕。黄铜矿有一条独特的带有绿色的黑色条痕。黄铁矿有黑色条痕，金有黄色条痕。

## 化学

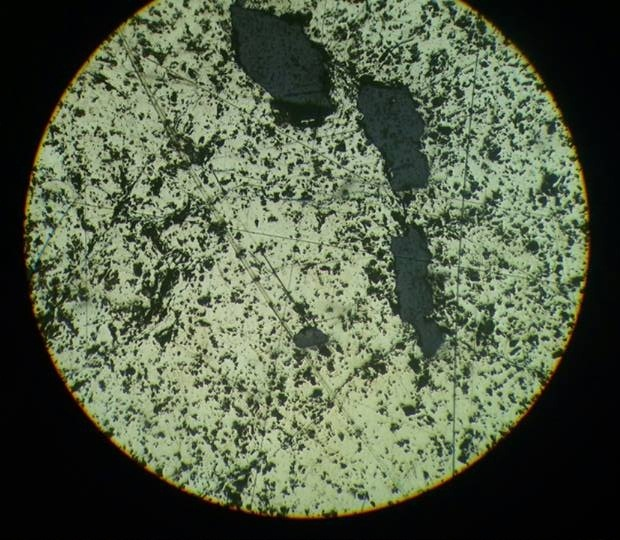
黄铜矿的显微图片

天然黄铜矿与任何其他硫化物矿物之间没有固溶体。尽管黄铜矿具有与闪锌矿相同的晶体结构，但用锌代替铜的情况是有限的。
可以测量的微量元素，如銀、金、镉、钴、镍、铅、锡和锌（百万分之一水平）可能替代铜和铁。硒、铋、碲和砷可以少量替代硫。黄铜矿可被氧化形成孔雀石、蓝铜矿和赤铜矿。

## 共生
黄铜矿通过各种成矿过程存在于许多含矿环境中。

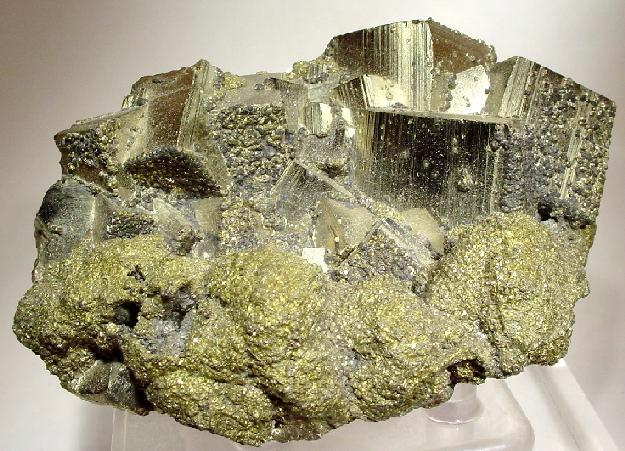
大型条纹黄铁矿立方体下方的黄铜色黄铜矿晶体

黄铜矿存在于块状硫化物矿床和海底喷气沉积矿床中，由铜在热液循环过程中沉积而成。黄铜矿通过流体运输浓缩在这种环境中。
斑岩铜矿床是在岩浆上升和结晶过程中，花岗岩中的铜富集而形成的。这种环境中的黄铜矿是通过岩浆系统中的浓缩产生的。
自青铜时代以来，黄铜矿一直是最重要的铜矿石。

## 结构
黄铜矿是四方晶系的成员。在晶体学上，黄铜矿的结构与ZnS（闪锌矿）的结构密切相关。晶胞是两倍大，反映了Cu+和Fe3+离子交替取代相邻晶胞中的Zn2+离子。与黄铁矿结构相反，黄铜矿具有单个S2−硫化物阴离子而不是二硫化物对。另一个区别是铁阳离子不像黄铁矿中的Fe2+那样具有抗磁性的低自旋。
在晶体结构中，每个金属离子与4个硫阴离子四面体配位。每个硫阴离子与两个铜原子和两个铁原子键合。